# Hans Bertuch
Hans Bertuch (* 22. Oktober 1880 in Oppeln; † 28. Februar 1946 in Lüneburg) war ein preußischer Verwaltungsjurist und Landrat.

## Leben
Bertuch begann 1903 als Gerichtsreferendar wurde 1905 Regierungsreferendar und 1907 Regierungsassessor. 1908 wirkte er als Hilfsarbeiter im Polizeipräsidium in Danzig. 1909 arbeitete er beim Landrat im Kreis Westhavelland und war 1912 bei der Regierung in Gumbinnen angestellt. 1914 wirkte er im Oberversicherungsamt Berlin und wurde im gleichen Jahr kommissarischer Landrat im Unterwesterwaldkreis. 1915 wurde er als Regierungsrat zum Landrat ernannt und blieb dort bis 1923 im Amt. 1923 wurde Bertuch ausgewiesen und war dann bei der Feststellungsbehörde in Barmen beschäftigt. 1924 wurde er Landrat im Kreis Steinau bis 1932. Im Anschluss wurde er
am 19. August 1932 zum 1. Oktober 1932 als Landrat im Kreis Ohlau ernannt. Er wechselte aber am 1. Oktober 1932 nach Brieg. Dort amtierte er als Landrat bis 1933, als er nach der Machtübernahme der NSDAP am 29. Mai 1933 sofort i. e. R. geschickt wurde.